# Associació de Santuaris Xinto
L'Associació de Santuaris Xinto (神社本庁, Jinja Honchō, que es podria traduir al català com Govern princial dels santuaris) és una organització administrativa religiosa que dirigeix als santuaris xintoistes de tot el Japó i alguns a ultramar que en total són vora 80.000. Tot i que la seu de l'associació es troba a Shibuya, Tòquio, prop del santuari Meiji, el temple principal és el santuari d'Ise a la prefectura de Mie.Tot i que la suma sacerdotissa del santuari d'Ise n'és la presidenta, aquest santuari no forma part de l'associació i té una administració pròpia.

## Història
L'associació es va fundar després de la rendició del Japó en acabar la Segona Guerra Mundial. El 15 de desembre de 1945, el comandant suprem de les forces aliades va emetre la directiva Xinto, la qual obligava a la desvinculació estatal amb la religió xintoista, la qual deixaria de ser religió d'estat. El 2 de febrer de 1946, amb l'objectiu de complir la nova llei, tres organitzacions (Kōten Kōkyūjo, Dai Nippon Jingi Kai i Jingū Hōsaikai) van establir la present associació no governamental que des d'aleshores assumiria les funcions de l'antic departament de culte, divisió del ministeri de l'interior.

## Activitats i objectius

### Objectius
L'associació te cinc principals activitats, entre altres:
- Difusió i divulgació d'informació sobre el xintoisme.
- La celebració de ritus i cerimònies.
- L'educació i instrucció dels fidels xintoistes.
- La reverència al santuari d'Ise i la distribució dels seus amulets.
- Preparació i instrucció per als aspirants al sacerdoci xintoista.

### Organització
L'administració de l'associació està liderada per la presidenta, l'actual sacerdotissa suprema del santuari d'Ise, na Sayako Kuroda, antiga princesa Nori. El tōri és actualment i des de 2018 en Naotake Takatsukasa i el sōchō o secretari general és en Tsunekiyo Tanaka des de 2010. L'associació disposa d'oficines regionals en cada prefectura. Des de l'associació es tracten assumptes econòmics i personals dels santuaris.

#### Llista de líders
- Fusako Kitashirakawa, antiga princesa Kane. (1946-1974)
- Kazuko Takatsukasa, antiga princesa Taka. (1974-1988)
- Atsuko Ikeda, antiga princesa Yori. (1988-2017)
- Sayako Kuroda, antiga princesa Nori. (2017-present)

### Implicacions polítiques
Alguns estudiosos sostenen que l'associació actua com a lobby de pressió al govern japonés i que manté contactes amb el Partit Liberal Democràtic. Aquestes teories estan suposadament demostrades per les visites de polítics del govern al santuari de Yasukuni i al santuari d'Ise, així com la oficialització i presència pública del hinomaru i l'himne del Japó.